# El profesor Marston y la Mujer Maravilla
El Profesor Marston y la Mujer Maravilla (en inglés: Professor Marston and the Wonder Women) es una película biográfica dramática estadounidense del año 2017 sobre el psicólogo William Moulton Marston, creador del personaje de historietas la Mujer Maravilla. La película, dirigida y escrita por Angela Robinson, está protagonizada por Luke Evans como Marston, Rebecca Hall como su esposa legal Elizabeth Holloway Marston y Bella Heathcote como la amante poliamorosa del matrimonio Marston, Olive Byrne. El elenco incluye también a JJ Feild, Oliver Platt y Connie Britton.
La película se estrenó en el Festival Internacional de Cine de Toronto de 2017 y se estrenó en los Estados Unidos el 13 de octubre de 2017. Recibió críticas positivas de la prensa, que elogiaron la dirección de Robinson y las actuaciones de sus estrellas.  

## Trama
La historia se cuenta a través de analepsis hacia un testimonio de 1945 que William Moulton Marston da a la representante de la Child Study Association of America sobre su trabajo como autor de la Mujer Maravilla. En el año 1928, William y su esposa Elizabeth enseñan y trabajan en sus investigaciones en Harvard y Radcliffe Colleges. Un día, William contrata a una de sus alumnas, Olive Byrne (hija de Ethel Byrne y sobrina de Margaret Sanger, dos sufragistas y feministas famosas del Siglo XX) como asistente de investigación. Olive ayuda en el trabajo de los Marston en la invención del detector de mentiras y en la investigación sobre la teoría PDA de William sobre las interacciones humanas, y los tres pronto se acercan. Una tras otra las pruebas del detector de mentiras revelan que se han enamorado el uno del otro, y los tres comienzan a tener una relación poliamorosa.

## Reparto
- Luke Evans como William Moulton Marston.
- Rebecca Hall como Elizabeth Holloway Marston.
- Bella Heathcote como Olive Byrne.
- Mónica Giordano como Mary.
- JJ Feild como Charles Guyette.[6][7]
- Chris Conroy como Grant Gregory.
- Oliver Platt como Max Gaines.
- Christopher Paul Richards como Donn.
- Connie Britton como  Josette Frank.[8] [9]

### Accolades
| Premio         | Fecha de ceremonia  | Categoría                    | Candidato                                | Resultado | Ref.   |
| -------------- | ------------------- | ---------------------------- | ---------------------------------------- | --------- | ------ |
| Premios Saturn | 27 de junio de 2018 | Mejor Película Independiente | El Profesor Marston y la Mujer Maravilla | Nominada  | [ 10 ] |